# خط طول 74° غرب
خط طول 74° غرب هو أحد خطوط الطول الجغرافية، والتي تمتد من القطب الشمالي الجغرافي إلى القطب الجنوبي الجغرافي، وحسب التحويل الزمني يتأخر خط طول 74° غرب عن خط غرينتش بـ4 ساعات و56 دقيقة.

## من القطب إلى القطب
ينطلق خط طول 74° غرب من القطب الشمالي نحو القطب الجنوبي مرورا بالمناطق التي ترد في الجدول التالي:
| الإحداثيات                         | البلد أو الإقليم أو البحر | ملاحظات |
| ---------------------------------- | ------------------------- | --- |
| 90°0′N 74°0′W / 90.000°N 74.000°W  | المحيط المتجمد الشمالي    | |
| 82°56′N 74°0′W / 82.933°N 74.000°W | كندا                      | نونافوت — جزيرة إليسمير |
| 79°27′N 74°0′W / 79.450°N 74.000°W | مضيق ناريس                | |
| 78°0′N 74°0′W / 78.000°N 74.000°W  | خليج بافن                 | |
| 71°44′N 74°0′W / 71.733°N 74.000°W | كندا                      | نونافوت — بافن (جزيرة) |
| 68°30′N 74°0′W / 68.500°N 74.000°W | حوض فوكس                  | |
| 68°3′N 74°0′W / 68.050°N 74.000°W  | كندا                      | نونافوت — جزيرة أير فورس [لغات أخرى]‏ |
| 67°47′N 74°0′W / 67.783°N 74.000°W | حوض فوكس                  | |
| 66°19′N 74°0′W / 66.317°N 74.000°W | كندا                      | نونافوت — بافن (جزيرة) |
| 65°50′N 74°0′W / 65.833°N 74.000°W | حوض فوكس                  | |
| 65°30′N 74°0′W / 65.500°N 74.000°W | كندا                      | نونافوت — بافن (جزيرة) |
| 64°17′N 74°0′W / 64.283°N 74.000°W | مضيق هدسون                | |
| 62°40′N 74°0′W / 62.667°N 74.000°W | كندا                      | نونافوت — Charles Island |
| 62°24′N 74°0′W / 62.400°N 74.000°W | مضيق هدسون                | |
| 62°22′N 74°0′W / 62.367°N 74.000°W | كندا                      | كيبك |
| 45°0′N 74°0′W / 45.000°N 74.000°W  | الولايات المتحدة          | نيويورك (ولاية) نيوجيرسي — من 41°2′N 74°0′W / 41.033°N 74.000°W New York — مانهاتن و لونغ آيلند, من 40°47′N 74°0′W / 40.783°N 74.000°W |
| 40°34′N 74°0′W / 40.567°N 74.000°W | المحيط الأطلسي            | خليج نيويورك السفلي |
| 40°28′N 74°0′W / 40.467°N 74.000°W | الولايات المتحدة          | نيوجيرسي |
| 40°13′N 74°0′W / 40.217°N 74.000°W | المحيط الأطلسي            | مرورا بشرق جزيرة كروكد, جزر البهاما (في 23°43′N 74°1′W / 23.717°N 74.017°W) |
| 22°41′N 74°0′W / 22.683°N 74.000°W | جزر البهاما               | جزيرة أكلينز [لغات أخرى]‏ |
| 22°35′N 74°0′W / 22.583°N 74.000°W | المحيط الأطلسي            | Bight of Acklins |
| 22°25′N 74°0′W / 22.417°N 74.000°W | جزر البهاما               | جزيرة أكلينز [لغات أخرى]‏ |
| 22°20′N 74°0′W / 22.333°N 74.000°W | المحيط الأطلسي            | مرورا بشرق كوبا (في 20°12′N 74°8′W / 20.200°N 74.133°W) |
| 20°0′N 74°0′W / 20.000°N 74.000°W  | البحر الكاريبي            | |
| 18°36′N 74°0′W / 18.600°N 74.000°W | هايتي                     | Tiburon Peninsula, جزيرة هيسبانيولا |
| 18°10′N 74°0′W / 18.167°N 74.000°W | البحر الكاريبي            | |
| 11°21′N 74°0′W / 11.350°N 74.000°W | كولومبيا                  | مرورا بشرق بوغوتا (في 4°37′N 74°5′W / 4.617°N 74.083°W) |
| 1°7′S 74°0′W / 1.117°S 74.000°W    | بيرو                      | |
| 16°2′S 74°0′W / 16.033°S 74.000°W  | المحيط الهادئ             | |
| 41°47′S 74°0′W / 41.783°S 74.000°W | تشيلي                     | جزيرة شيلوي |
| 43°24′S 74°0′W / 43.400°S 74.000°W | Gulf of Corcovado         | |
| 43°47′S 74°0′W / 43.783°S 74.000°W | تشيلي                     | Chonos Archipelago, Taitao Peninsula (mainland), Merino Jarpa Island, mainland, و several islands in the Patagonic Archipelago |
| 52°42′S 74°0′W / 52.700°S 74.000°W | مضيق ماجلان               | |
| 52°58′S 74°0′W / 52.967°S 74.000°W | تشيلي                     | Desolación Island |
| 53°11′S 74°0′W / 53.183°S 74.000°W | المحيط الهادئ             | |
| 60°0′S 74°0′W / 60.000°S 74.000°W  | المحيط الجنوبي            | |
| 69°39′S 74°0′W / 69.650°S 74.000°W | القارة القطبية الجنوبية   | The western limit of المقاطعة الأرجنتينية بالقارة القطبية الجنوبية, المطالب الإقليمية بالقارة القطبية الجنوبية by الأرجنتين, و مرورا عبر المقاطعة التشيلية بالقارة القطبية الجنوبية, المطالب الإقليمية بالقارة القطبية الجنوبية by تشيلي, و المقاطعة البريطانية بالقارة القطبية الجنوبية, المطالب الإقليمية بالقارة القطبية الجنوبية by المملكة المتحدة |